# Karl Helmerding

Karl Helmerding

Karl Heinrich Helmerding (* 29. Oktober 1822 in Berlin; † 20. Dezember 1899 ebenda) war ein deutscher Volksschauspieler und galt als populärster Komiker Berlins aller Zeiten.

## Leben
Helmerding wurde als Sohn eines Schlossermeisters geboren, dessen Handwerk er ebenfalls erlernte. Auch machte er erfolgreiche Studien im Zeichnen unter Johann Gottfried Schadow und betätigte seinen Drang zum Theater auf mehreren kleinen Bühnen seiner Vaterstadt.
Als Berufsschauspieler debütierte er 1847 in Meißen und wirkte darauf vier Jahre lang am Sommertheater der Gebr. Hennig in Berlin unter Direktor Carli Callenbach, der den bis dahin Intriganten- und Charakterrollen spielenden Anfänger im komischen Fach einsetzte. Nachdem er im Winter 1850 in Sondershausen und 1851 in Erfurt engagiert war, wurde Helmerding 1852 Mitglied des Königsstädtischen Theaters und nach einem Winterengagement 1854 in Köln Mitglied des Krollschen Theaters in Berlin.
1855 wurde er von Franz Wallner nach Posen engagiert und kehrte mit diesem bald darauf nach Berlin zurück, wo er zwei Jahrzehnte lang eine Zierde und Stütze des nach Theaterleiter Wallner im Volksmund bald Wallner-Theater genannten Königsstädtischen Theaters und der Berliner Lokalposse war. 1878 zog er sich von der Bühne zurück.
Gotthilf Weisstein beschreibt in einem Artikel zum 70. Geburtstag des Künstlers Helmerdings schauspielerische Eigenart folgendermaßen:

„Karl Helmerding’s Kunst ist eine sehr eigenartige. Kaum gibt es einen Schauspieler – vielleicht nur Friedrich Haase ausgenommen – der so viel nachgeahmt worden ist, wie unser Berliner Komiker, dessen Art und Wesen anderthalb Jahrzehnte lang die deutsche Bühne beherrscht hat. Jede Provinzialbühne hatte damals einen Komiker, der Helmerding’s spezifisch berlinische Sprechweise mit der nasalen Klangfarbe, seine originellen scharfen, hastigen, etwas eckigen Bewegungen, sein eigentümliches parlando im Coupletvortrrag nachzuahmen versuchte – erreicht hat ihn niemand in seiner Eigenart: wie die Berliner sagen – „sie kriegten die Forsche nicht raus.“ Helmerding ist weit entfernt das zu sein, was im gewöhnlichen Theaterjargon Komiker heißt, er ist vielmehr der geborene Charakterdarsteller, ein Künstler, der in jeder Rolle eine Type gibt, eine fest erschaute, erfaßte und ebenso fest wiedergegebene Gestalt. Zwei ganz gesonderte Tonarten herrschen in seinem künstlerischen Temperament: die eine ist die absolut treue Darstellung des Wirklichen, die andere ist die humoristische Übertreibung – so beherrscht er in seiner Darstellungsweise zugleich das Porträt und die Karikatur – zwei Darstellungsarten, die sich niemals bei ihm vermischt haben.“

Helmerding war sehr gut mit Otto von Bismarck bekannt, der gern Helmerdings Bühnenruhm und Popularität nutzte.

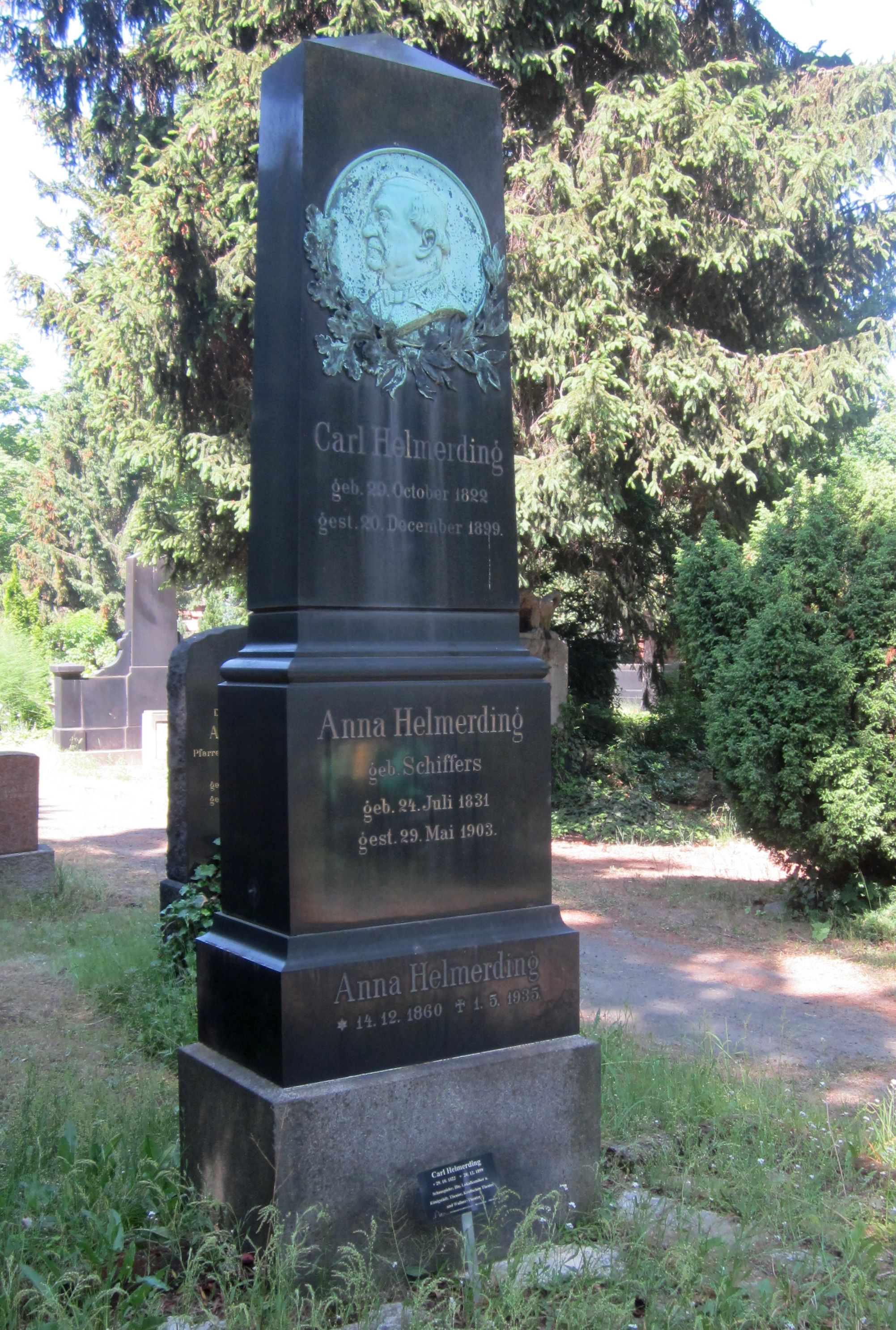
Grab von Karl Helmerding

Schon seit längerem unheilbar erkrankt, starb Karl Helmerding am 20. Dezember 1899 im Alter von 77 Jahren in seiner Wohnung am Tempelhofer Ufer 4 in Berlin. Sein Grab befindet sich auf dem Friedhof II der Jerusalems- und Neuen Kirche in Berlin-Kreuzberg. Als Grabstein dient ein Obelisk aus schwarzem Granit, an dessen Vorderseite ein bronzenes Relieftondo mit dem Porträt des Toten eingelassen ist.
Sein Sohn Fritz Helmerding (1859–1947) war ebenfalls ein Theaterschauspieler.

## Rezeption
Helmerding machte eigentlich jede Partie zu einer Glanzrolle und war bevorzugt der Darsteller des desillusionierten, skeptischen, sich zum Großstadtleben hochrangelnden Kleinbürgers der Berliner Vorstädte. Außer seiner wunderbaren Wandlungsfähigkeit waren es hauptsächlich der kaustische (Berliner) Humor, die schneidende Redeweise, die streng geschlossene Charakterzeichnung und der eigenartige, fast gesprochene Vortrag, der sich gewöhnlich nur in den knappsten Rhythmen bewegenden Couplets, welche auch seine grellsten Chargen annehmbar machten.

## Veröffentlichungen
Helmerding hat sich auch erfolgreich in dramatischen Originalarbeiten (die bekannteste: „Eine Weinprobe“), in Übersetzungen und Bearbeitungen versucht und für Journale geschrieben; u. a. in Berlin auch für eine Theaterzeitung, die seinen Namen trug: „Helmerding - Humoristisch-satyrisches Theaterblatt“.

## Rollen (Auswahl)

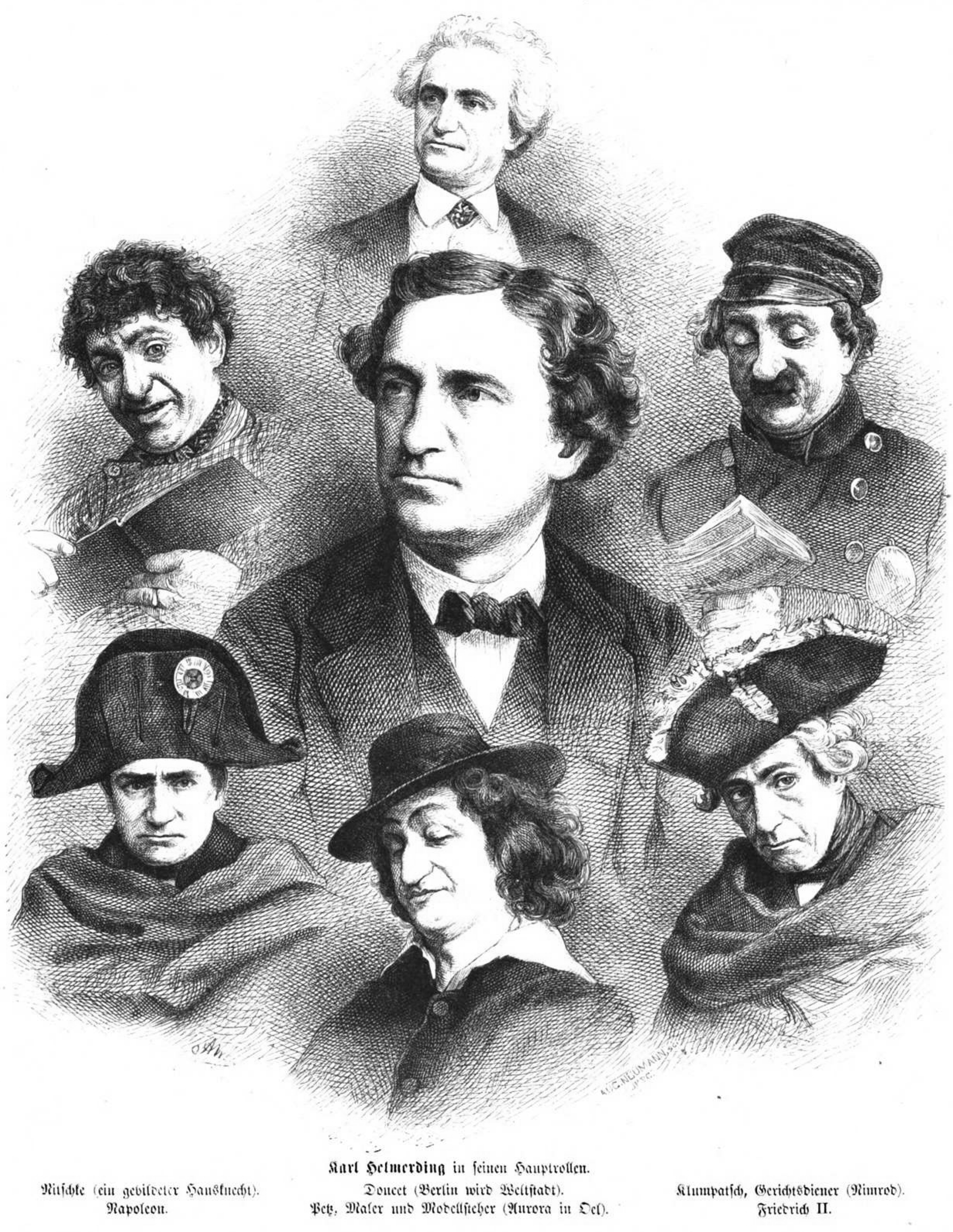
Karl Helmerding in seinen Hauptrollen (1868).

- Doucet – Haussegen oder Berlin wird Weltstadt (David Kalisch)
- Steglitz – Otto Bellmann (David Kalisch)
- Elsterwitz – Die Kunst, geliebt zu werden (Ferdinand Gumbert)
- Nitschke – Der Gebildete Hausknecht (David Kalisch)
- Klumpatsch – Nimrod (Hermann Salingré und Rudolf Bial)
- Petz – Aurora in Öl (David Kalisch)
- Weigelt – Mein Leopold (Adolph L’Arronge)

## Ehrungen
Im Jahr 1912 wurde in Berlin-Friedrichshain die Helmerdingstraße nach ihm benannt.